# 维亚切斯拉夫·米哈伊洛维奇·盖泽尔
维亚切斯拉夫·米哈伊洛维奇·盖泽尔（俄语：Вячеслав Михайлович Гайзер，1966年12月28日—），俄羅斯政治人物，他曾擔任第三任科米共和國首腦，任職期間為2010年至2015年。
2015年9月19日，俄羅斯調查委員會對他展開調查，因而導致他被捕。盖泽尔及其18名同夥被指控組織並管理一個大規模涉嫌盜竊國有資產的犯罪團夥，這18人中有些也是地區行政人員。同年9月30日，他被解除科米共和國首腦的職務。針對他的指控於2017年3月被撤銷。